# Rosario Flores
Rosario Flores, właśc. Rosario del Carmen González Flores (ur. 4 listopada 1963 w Madrycie) – hiszpańska piosenkarka, kompozytorka i osobowość telewizyjna pochodzenia romskiego.

## Życiorys
Pochodzi z rodziny artystów flamenco; jest córką Loli Flores i Antonio Gonzáleza (znanego pod pseudonimem El Pescaílla), a także siostrą Antonia i Lolity. Jej ciotką jest piosenkarka Carmen, ciotecznym bratem − piłkarz Quique, a bratanicą aktorka Alba.
W 1969, u boku swoich rodziców, zagrała w komedii muzycznej El taxi de los conflictos. Jako wokalistka zadebiutowała w 1976, singlem Que querrá decir esto, wydanym pod pseudonimem Rosario Ríos. Rok później, pod tym samym pseudonimem, wystąpiła w głównej roli w musicalu komediowym Al fin solos, pero, reżyserowanym przez Antonio Giméneza Rico.
Pierwsze duże wydawnictwo w jej dyskografii to album De Ley (1992), na którym znalazły się piosenki napisane przez jej brata, Antonio. Płyta uzyskała Premios Ondas, nagrodę przyznawaną przez Radio Barcelona. W latach 90. wydawała kolejne albumy: Siento (1995), Mucho por vivir (1996), Jugar a la locura (1999), występowała w serialach Brigada central, Cuentos de Borges i La mujer de tu vida, zagrała również w thrillerze Chatarra (1991), w reżyserii Félixa Rotaety.
Kilkukrotnie była nominowana do nagrody Latin Grammy Awards, statuetkę zdobyła dwa razy: w 2002 za płytę Muchas flores oraz w 2004 za płytę De mil colores; obie w kategorii Best Female Pop Vocal Album.
Od 2012, przez dwa pierwsze sezony, była jurorką programu La Voz (hiszpańskiej wersji formatu The Voice. Od 2015 jest jurorką dziecięcej wersji tego programu, La Voz Kids.
W latach 90. była związana z Carlosem Orellaną, z którym ma córkę Lolę (ur. 1996). W 2006 poślubiła Pedro Manuela Lazagę Busto, ich synem jest Pedro Antonio (ur. 2006).